# Keinath
Keinath var et tysk bilmærke, som under ledelse af Horst Keinath (født 1943, død 2011) fremstillede sportsvogne i årene 1993 til 2003 i Reutlingen. Horst Keinath havde sammen med sine to brødre tidligere været indehaver af en Opel-forhandler i Dettingen an der Erms og udviklede efter sin fratræden fra dette firma, som gik konkurs i år 2000, sin egen bil efter samme koncept som Opel GT. Udgangspunktet var en original Opel GT fra 1970'erne, som dog blev gjort ca. 20 cm bredere. Den var først tænkt som coupé, men blev på et senere tidspunkt en cabriolet med fuldt aftagelig hardtop.
Keinath GT/R var en cabriolet med fuldt aftageligt tag af glasfiber-armeret plast, som lignede Opel GT meget. Under det også af glasfiber-armeret plast lå en Opel V6-motor og en Opel-undervogn. Prisen lå på ca. 180.000 DM. I årene 1997 til 2000 blev der fremstillet formentlig maksimalt 21 eksemplarer af denne bil. Det nøjagtige styktal er ikke kendt. Bilen har en topfart på 240 km/t. Reservedelsforsyningen er i dag sikret af Opel.
I 2000 kom den anden model, Keinath GT/C. Dens karrosseri lignede ikke længere Opel GT, men var derimod udviklet til Keinath af EDAG Engineering + Design AG. Ligesom forgængeren havde modellen karrosseri af glasfiber-armeret plast og stålramme, og blev drevet af en V6-motor fra Opel. Den fra Opel Omega B hentede 3,2-litersmotor ydede 160 kW (218 hk) og gav den 1320 kg tunge bil en accelerationstid fra 0 til 100 km/t på 6,3 sekunder. Topfarten lå på 248 km/t. GT/C er 4280 mm lang og 1840 mm bred, og brændstofforbruget ligger på 10,5 liter/100 km. Ved introduktionen kostede bilen 179.300 DM. Dog kom der af GT/C kun to prototyper, som i dag ejes af Edag. Denne bil var "hovedskuespiller" i den tyske tv-film Erlkönig, som blev vist på ZDF den 23. juli 2010.